# Eva (singel)
Eva – ballada rockowa grupy Nightwish, wydana na singlu promującym album Dark Passion Play. Wystąpiła tu po raz pierwszy Anette Olzon, nowa wokalistka. Singel był dostępny do kupna tylko drogą internetową, znajduje się na nim jeden utwór pt. Eva. Dochód z singla został przeznaczony na cztery domy dziecka w Finlandii.

## Lista utworów
1. Eva (Orchestral Version)
2. Eva (Demo Version)
3. Eva